# اوکلید (اوهایو)
اوکلید(به انگلیسی: Euclid) شهری در ایالت اوهایو کشور ایالات متحده آمریکا است که جمعیت آن در سرشماری سال ۲۰۱۰ میلادی، ۴۸٬۹۲۰ نفر بوده‌است.